# Kagalnik (Asowsches Meer)
Der Kagalnik (russisch Кагальни́к; im Oberlauf: Kagalnitschok (Кагальничёк)) ist ein Zufluss des Asowschen Meeres im Süden der russischen Oblast Rostow.
Der Fluss durchfließt die Kuban-Niederung in westlicher Richtung.
Er passiert dabei die Kleinstädte Kagalnizkaja, Nowobataisk und Samarskoje.
Schließlich erreicht er südlich von Rostow am Don die Bucht von Taganrog. Der rechte Mündungsarm des Kagalnik vereinigt sich mit einem Mündungsarm des Don.
Der Kagalnik hat eine Länge von 162 km. Er entwässert ein Areal von 5040 km². Der Fluss wird überwiegend von der Schneeschmelze gespeist. Im Sommer fällt der Oberlauf des Kagalnik öfter trocken.